# Batalla de Honnecourt
La batalla de Honnecourt fue una batalla de la guerra de los Treinta Años librada el 26 de mayo de 1642 entre el ejército español de Flandes al mando de Francisco de Melo y el francés de Champaña a las órdenes de Antoine III de Gramont, conde de Guiche en las cercanías de la abadía de Honnecourt, que resultó en una victoria  para las fuerzas españolas. La batalla se produjo en el marco de una campaña ofensiva española en los territorios de los Países Bajos meridionales, conquistados por los ejércitos franceses en los años previos de la guerra, durante la cual Melo recuperó las plazas de Lens y La Bassée.

## Antecedentes

### Guerra franco-española
En mayo de 1635 la Francia de Luis XIII y el cardenal Richelieu declaró la guerra a la Monarquía Hispánica pretextando la toma de la ciudad de Tréveris por parte del ejército español de Flandes. Pocos meses antes, en febrero, Francia había alcanzado una alianza con las Provincias Unidas en virtud de la cual ambos Estados invadirían conjuntamente los Países Bajos españoles y se repartirían los territorios conquistados. El ejército francés se apoderó de Tirlemont en junio mientras los holandeses tomaban Diest. El ejército español, al mando del Cardenal-Infante Fernando de Austria, hermano menor de Felipe IV de España, se acantonó cerca de Bruselas para proteger la ciudad a la espera de recibir apoyo del Sacro Imperio Romano, a quien también Francia había declarado la guerra.

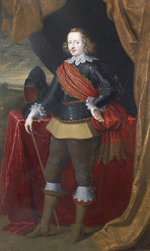
El Cardenal-Infante don Fernando de Austria. Óleo sobre tela atribuido a Justus Sustermans.

Las operaciones pronto tomaron un cariz favorable a los intereses españoles: el ejército conjunto franco-holandés no logró tomar Lovaina y, diezmado por el hambre y las enfermedades, se dispersó. El Cardenal-Infante Fernando, tras pasar unos meses haciendo campaña en el Bajo Rin, invadió el norte de Francia en 1636 con colaboración imperial, adentrándose en el país hasta Corbie. La escasez de tropas obligó al Infante a suspender ulteriores avances y desde entonces permaneció a la defensiva, lo cual puso fin a las esperanzas del Conde-Duque de Olivares de una rápida victoria sobre Francia.
En 1637 los franceses se apoderaron de Le Cateau-Cambrésis y Landrecies mientras la importante fortaleza de Breda, en Brabante, caía en manos neerlandesas. La falta de recursos humanos y materiales impidió al Cardenal-Infante defender satisfactoriamente ambos frentes. En 1638 la principal acción fue el sitio de Saint-Omer, que resultó un serio revés para Francia, aunque quedó en parte compensado por la toma de Hénin y Feuquières al año siguiente y la decisiva victoria española en la batalla de kallo, Amberes frente al ejército de las Provincias Unidas. En el mismo 1639 se produjo la decisiva derrota española en la batalla de las Dunas. A partir de entonces, cortadas las comunicaciones por vía marítima y terrestre con la península ibérica e Italia, la situación en los Países Bajos empeoró notablemente para la Monarquía Hispánica.
En 1640 se produjeron revueltas en Portugal y Cataluña que agravaron la crisis de la monarquía mientras en Artois la plaza de Arras se rendía ante un ejército francés de más de 40 000 hombres. La Bassée, Lens, Bapaume y Aire-sur-la-Lys caerían fácilmente a lo largo de 1641 a manos del mariscal La Meillaraye. Aire pudo ser recuperada, pero el Cardenal-Infante murió de enfermedad durante el asedio. Antes de fallecer, Fernando encargó el gobierno de los Países Bajos a un consejo interino formado por Francisco de Melo, conde de Assumar; Antonio Sancho Dávila y de Toledo, marqués de Velada; Peter Roose, el Conde de Fontaine, el arzobispo de Malinas y el maestre de campo napolitano Andrea Cantelmo.

### Campaña de 1642
España decidió emprender una ofensiva contra Francia a través de las posesiones españolas en Renania y Flandes para así aligerar la presión militar francesa en los Pirineos. 
De este modo se inició un ataque español desde Flandes con un ejército comandado por Francisco de Melo, capturando Lens y La Bassée en abril de 1642. Los dos ejércitos franceses a cargo de la defensa se separaron, con el conde de Harcourt con 17 000 hombres bajo su mando dirigiéndose hacia Boulogne, mientras que 10 000 hombres, a las órdenes del duque de Guiche, enfilaban hacia la región de Champaña. Percibiendo estas maniobras y aprovechando la coyuntura, De Melo se lanzó prestamente tras las fuerzas de Guiche.

## La batalla

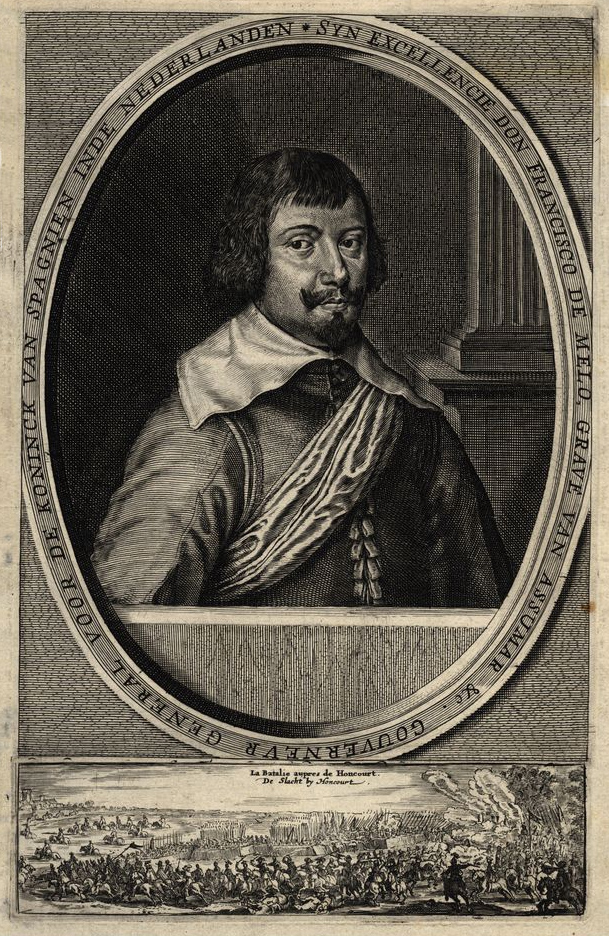
Retrato de Francisco de melo, conde de Assumar superando la batalla de Honnecourt. Grabado del

El mariscal de Guiche atrincheró sus tropas en una colina junto a la villa de Honnecourt-sur-Escaut, próxima al río Escalda. Como se acostumbraba en la época, la infantería francesa se afianzó en el centro tras una línea de fortificaciones apoyada en sus alas por la caballería.   
Las tropas españolas respondieron ocupando posiciones que dominaban las trincheras francesas y se prepararon para asaltar las posiciones enemigas. Al fracasar el primer asalto de infantería sobre las líneas francesas (a pesar de un eficaz bombardeo de artillería), De Melo envío su ala izquierda de caballería al mando de Jean de Beck con algunos contingentes de infantería contra el ala diestra de los franceses. Superados en número, estos se retiraron en desorden. De Guiche ordenó preparar el contraataque, el cual logró hacer retroceder el ala izquierda española y desorganizó asimismo algunos de sus contingentes de infantería.   
Entonces las fuerzas de la Monarquía Católica atacaron simultáneamente ambas alas francesas, lo que provocó la desbandada de estas hacia el río Escalda. Las trincheras francesas, habiendo resistido hasta ese momento, fueron por fin superadas y su infantería hecha prisionera.   
El ejército de De Guiche fue aniquilado y perdió tres cuartas partes de sus efectivos, entre ellos alrededor de 4000 muertos, la artillería, 50 banderas y bagajes. La derrota francesa fue completa, más De Melo no aprovechó la victoria con un avance ulterior sobre territorio francés excusándose en la prudencia.  